# Miahuatlán (San Gregorio)
Miahuatlán är en ort i Mexiko.   Den ligger i kommunen Cunduacán och delstaten Tabasco, i den sydöstra delen av landet, 600 km öster om huvudstaden Mexico City. Miahuatlán ligger 21 meter över havet och antalet invånare är 148.
Terrängen runt Miahuatlán är mycket platt. Runt Miahuatlán är det ganska tätbefolkat, med 155 invånare per kvadratkilometer. Närmaste större samhälle är Cárdenas, 13,2 km väster om Miahuatlán. Trakten runt Miahuatlán består till största delen av jordbruksmark.